# Чемпіонат СРСР з легкої атлетики в приміщенні 1988
Чемпіонат СРСР з легкої атлетики в приміщенні 1988 року був проведений 10-12 лютого у Волгограді в легкоатлетичному манежі Волгоградського державного інституту фізичної культури.
Чемпіонство з легкоатлетичних багатоборств було розіграно 30-31 січня в Пермі.

## Медалісти

### Чоловіки
| Дисципліни            | Золото                                     | Золото  | Срібло                           | Срібло  | Бронза                           | Бронза  |
| --------------------- | ------------------------------------------ | ------- | -------------------------------- | ------- | -------------------------------- | ------- |
| 60 метрів             | Андрій Разін Перм Микола Юшманов Ленінград | 6,69    | не вручалась                     |         | Геннадій Мірзоян Баку            | 6,72    |
| 200 метрів            | Микола Разгонов Донецьк                    | 21,18   | Олег Фатун Новочеркаськ          | 21,25   | Ігор Стрельцов Запоріжжя         | 21,65   |
| 400 метрів            | Володимир Просін Саратов                   | 46,95   | Олександр Багаєв Ленінград       | 47,34   | Вадим Колесников Ленінград       | 47,36   |
| 800 метрів            | Андрій Судник Мінськ                       | 1.53,17 | Валерій Стародубцев Іркутськ     | 1.53,44 | Віктор Калінкін Пенза            | 1.53,77 |
| 1500 метрів           | Віктор Калінкін Пенза                      | 3.44,32 | Анатолій Калуцький Челябінськ    | 3.45,76 | Сергій Афанасьєв Московська обл. | 3.45,97 |
| 60 метрів з бар'єрами | Сергій Усов Ташкент                        | 7,69    | Олександр Маркін Москва          | 7,74    | Айварс Ікаунієкс Рига            | 7,76    |
| Стрибки у висоту      | Сергій Мальченко Москва                    | 2,32 м  | Рудольф Поварніцин Київ          | 2,32 м  | Андрій Морозов Ленінград         | 2,32 м  |
| Стрибки з жердиною    | Валерій Ішутін Ташкент                     | 5,70 м  | Ігор Потапович Алма-Ата          | 5,65 м  | Олександр Жуков Тирасполь        | 5,60 м  |
| Стрибки у довжину     | Володимир Бобильов Воронеж                 | 8,23 м  | Сергій Лаєвський Дніпропетровськ | 8,08 м  | Леонід Волошин Краснодар         | 8,03 м  |
| Потрійний стрибок     | Олександр Леонов Гомель                    | 17,39 м | Васіф Асадов Баку                | 17,37 м | Володимир Черников Ташкент       | 17,05 м |
| Штовхання ядра        | В'ячеслав Лихо Московська обл.             | 20,35 м | Олександр Багач Бровари          | 20,33 м | Сергій Синиця Гродно             | 20,26 м |

### Жінки
| Дисципліни            | Золото                         | Золото   | Срібло                                  | Срібло   | Бронза                         | Бронза   |
| --------------------- | ------------------------------ | -------- | --------------------------------------- | -------- | ------------------------------ | -------- |
| 60 метрів             | Ольга Антонова Іркутськ        | 7,25     | Марина Жирова Московська обл.           | 7,26     | Надія Рощупкіна Тула           | 7,27     |
| 200 метрів            | Галина Мальчугіна Брянськ      | 23,34    | Наталія Ковтун Тула                     | 23,57    | Марина Клеянкіна Москва        | 23,76    |
| 400 метрів            | Ольга Назарова Москва          | 51,75    | Марина Шмоніна Ташкент                  | 52,53    | Марія Пінігіна Київ            | 52,67    |
| 800 метрів            | Інна Євсеєва Житомир           | 2.00,11  | Олена Завадська Донецьк                 | 2.00,50  | Віра Додика Москва             | 2.01,04  |
| 1500 метрів           | Лаймуте Байкаускайте Вільнюс   | 4.08,02  | Марина Ячменьова Ленінград              | 4.10,98  | Ольга Нелюбова Московська обл. | 4.12,46  |
| 3000 метрів           | Тетяна Самоленко Запоріжжя     | 9.11,80  | Наталія Артьомова Ленінград             | 9.11,80  | Марина Плужникова Горький      | 9.12,48  |
| 60 метрів з бар'єрами | Єва Соколова Ленінград         | 8,05     | Ірина Светоносова Мінськ                | 8,21     | Наталія Точилова Андропов      | 8,23     |
| Ходьба 3000 метрів    | Наталія Спиридонова Москва     | 12.26,69 | Сада Ейдікіте Каунас                    | 12.28,64 | Світлана Кабуркіна Чебоксари   | 12.30,13 |
| Стрибки у висоту      | Людмила Авдєєнко-Петрусь Одеса | 2,00 м   | Лариса Кучуєва-Косіцина Московська обл. | 2,00 м   | Ольга Турчак Алма-Ата          | 1,94 м   |
| Стрибки у довжину     | Галина Чистякова Москва        | 7,23 м   | Олена Коконова Алма-Ата                 | 6,92 м   | Інеса Кравець Київ             | 6,92 м   |
| Штовхання ядра        | Наталія Лісовська Москва       | 21,60 м  | Лариса Пелешенко Ленінград              | 20,71 м  | Валентина Федюшина Москва      | 20,33 м  |

## Чемпіонат СРСР з легкоатлетичних багатоборств в приміщенні
Чемпіонство з легкоатлетичних багатоборств було розіграно в межах окремого чемпіонату СРСР з багатоборств в приміщенні, проведеного 30-31 січня в пермському манежі «Спартак».
Програма жіночого п'ятиборства складалась з нової черговості видів, затверджених з 1988 року ІААФ (60 метрів з бар'єрами, стрибки у висоту, штовхання ядра, стрибки у довжину, біг на 800 метрів).

### Чоловіки
| Дисципліна    | Золото                   | Золото        | Срібло           | Срібло    | Бронза               | Бронза    |
| ------------- | ------------------------ | ------------- | ---------------- | --------- | -------------------- | --------- |
| Восьмиборство | Павло Тарновецький Львів | 6725 очок NIR | Іван Бабій Львів | 6719 очок | Олег Урмакаєв Москва | 6496 очок |

### Жінки
| Дисципліна   | Золото                    | Золото        | Срібло                 | Срібло    | Бронза                   | Бронза    |
| ------------ | ------------------------- | ------------- | ---------------------- | --------- | ------------------------ | --------- |
| П'ятиборство | Інна Романченкова Брянськ | 4661 очко NIR | Світлана Бурага Мінськ | 4583 очки | Олена Чичерова Краснодар | 4410 очок |

## Медальний залік
Нижче представлений загальний медальний залік за підсумками обох чемпіонатів.
| Місце | Команда             | Золото | Срібло | Бронза | Загалом |
| ----- | ------------------- | ------ | ------ | ------ | ------- |
| 1     | РРФСР               | 8      | 6      | 9      | 23      |
| 2     | УРСР                | 5      | 5      | 3      | 13      |
| 3     | Москва              | 5      | 1      | 4      | 10      |
| 4     | Ленінград           | 2      | 4      | 2      | 8       |
| 5     | Білоруська РСР      | 2      | 2      | 1      | 5       |
| 6     | Узбецька РСР        | 2      | 1      | 1      | 4       |
| 7     | Литовська РСР       | 1      | 1      | 0      | 2       |
| 8     | Казахська РСР       | 0      | 2      | 1      | 3       |
| 9     | Азербайджанська РСР | 0      | 1      | 1      | 2       |
| 10    | Латвійська РСР      | 0      | 0      | 1      | 1       |
| 10    | Молдавська РСР      | 0      | 0      | 1      | 1       |

## Командний залік
Починаючи з чемпіонату 1985 року, командний залік був скасований. Чемпіонати в приміщенні 1988 року носили особистий характер — командний залік офіційно не визначався.